# Pniewo-Czeruchy
Pniewo-Czeruchy (prononciation : [ˈpɲɛvɔ t͡ʂɛˈruxɨ]) est un village polonais de la gmina de Regimin dans le powiat de Ciechanów de la voïvodie de Mazovie dans le centre-est de la Pologne.
Il se situe à environ 5 kilomètres à l'ouest de Regimin (siège de la gmina), 12 kilomètres au nord-ouest de Ciechanów (siège du powiat) et à 87 kilomètres au nord-ouest de Varsovie (capitale de la Pologne).

## Histoire
De 1975 à 1998, le village appartenait administrativement à la voïvodie de Ciechanów.